# Ejn Chaceva
Ejn Chaceva (hebrejsky עֵין חֲצֵבָה, doslova „Pramen Chaceva“, v oficiálním přepisu do angličtiny En Hazeva, přepisováno též Ein Hatzeva) je vesnice typu mošav v Izraeli, v Jižním distriktu, v Oblastní radě Tamar.

## Geografie
Leží v nadmořské výšce 157 metrů pod úrovní moře v údolí vádí al-Araba, cca 20 kilometrů od jižního břehu Mrtvého moře. Západně od obce se prudce zvedá aridní oblast pouště Negev. Poblíž mošavu protéká vádí Nachal Chaceva.
Obec se nachází 110 kilometrů od břehu Středozemního moře, cca 147 kilometrů jihovýchodně od centra Tel Avivu, cca 108 kilometrů jižně od historického jádra Jeruzalému a 66 kilometrů jihovýchodně od města Beerševa. Ejn Chaceva obývají Židé, přičemž osídlení v tomto regionu je etnicky převážně židovské. Obec je jen 6 kilometrů vzdálena od mezinárodní hranice mezi Izraelem a Jordánskem.
Ejn Chaceva je na dopravní síť napojen pomocí dálnice číslo 90. Severně od mošavu z ní odbočuje lokální silnice 227.

## Dějiny
Ejn Chaceva byl založen v roce 1960. Název je odvozen od stejnojmenné starověké lokality Mecudat Chaceva z biblických dob.
Místní ekonomika je založena na zemědělství (pěstování zeleniny na zimní izraelský trh, sadovnictví), službách pro motoristy a turistickém ruchu. Funguje tu restaurace a čerpací stanice pohonných hmot.

## Demografie
Obyvatelstvo mošavu bylo ještě před rokem 2010 popisování jako národností židovské, náboženskou orientací sekulární. Šlo o menší obec vesnického typu s dlouhodobě mírně rostoucí populací. K 31. prosinci 2013 se zde neuvádí žádá trvalá populace.
| Rok            | 1995 | 2001 | 2003 | 2004 | 2005 | 2006 | 2007 | 2008 | 2009 | 2010 | 2011 | 2012 | 2013 |
| -------------- | ---- | ---- | ---- | ---- | ---- | ---- | ---- | ---- | ---- | ---- | ---- | ---- | ---- |
| Počet obyvatel | 42   | 51   | 55   | 57   | 60   | 61   | 66   | 70   | 64   | -    | -    | -    | -    |